# Cecilie (film)
Cecilie  er titlen på en dansk gyserfilm fra 2007 instrueret af Hans Fabian Wullenweber med manuskript af Nikolaj Arcel og Rasmus Heisterberg. I hovedrollerne ses Anders W. Berthelsen og Sonja Richter.
Filmen opnåede flere nomineringer til Robert-prisen, og Sonja Richter blev nomineret til Bodilprisen for bedste kvindelige hovedrolle.

## Medvirkende
- Sonja Richter – Cecilie Larsen
- Anders W. Berthelsen – Per Hartmann
- Claus Riis Østergaard – Mads Larsen
- Kurt Ravn – Karsten Levinsen
- Lars Mikkelsen – Lasse Damgaard
- Morten Suurballe – Peter Thomassen
- Peder Holm Johansen – Michael Konnerup
- Julie Grundtvig Wester – Camilla Simonsen
- Petrine Agger – Louise (lærer)
- Thomas W. Gabrielsson – Peter (genbo)
- Mille Dinesen – Mette (genbo)
- Janus Nabil Bakrawi – Christian (læge)
- Niels Weyde – Sørensen (overlæge)